# Bicicleta-remolc

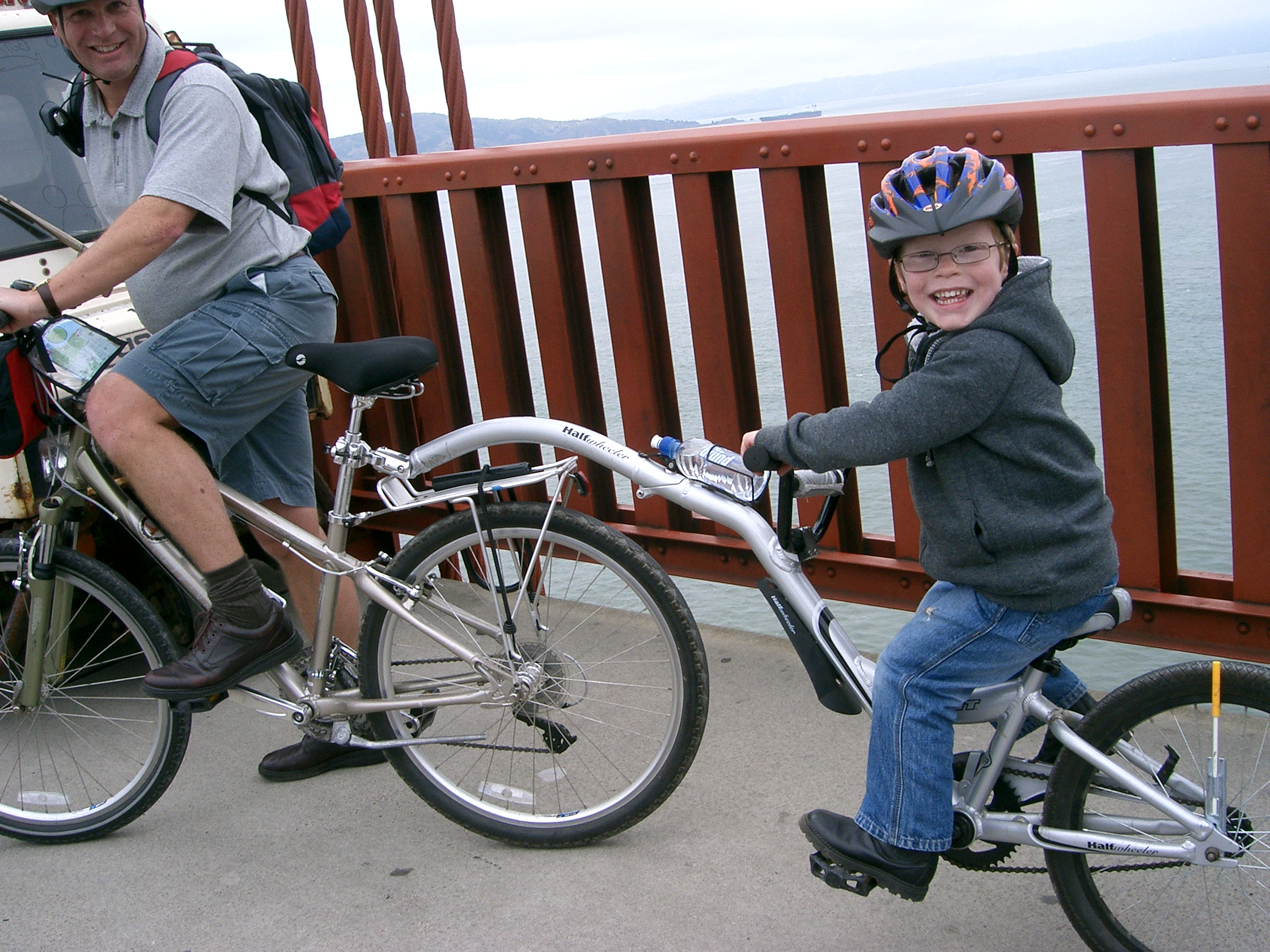
Remolc d'una sola roda unit a la tija del selló

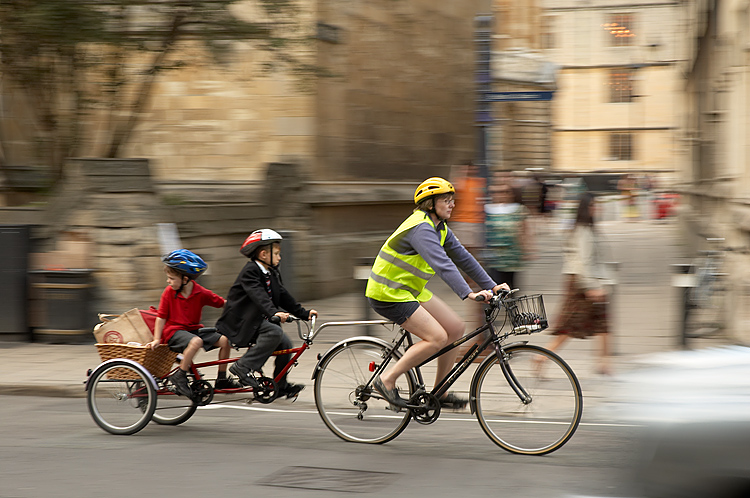
Adult i dos nens en bicicleta amb una bicicleta remolcada de dues rodes (un Pashley U+2)

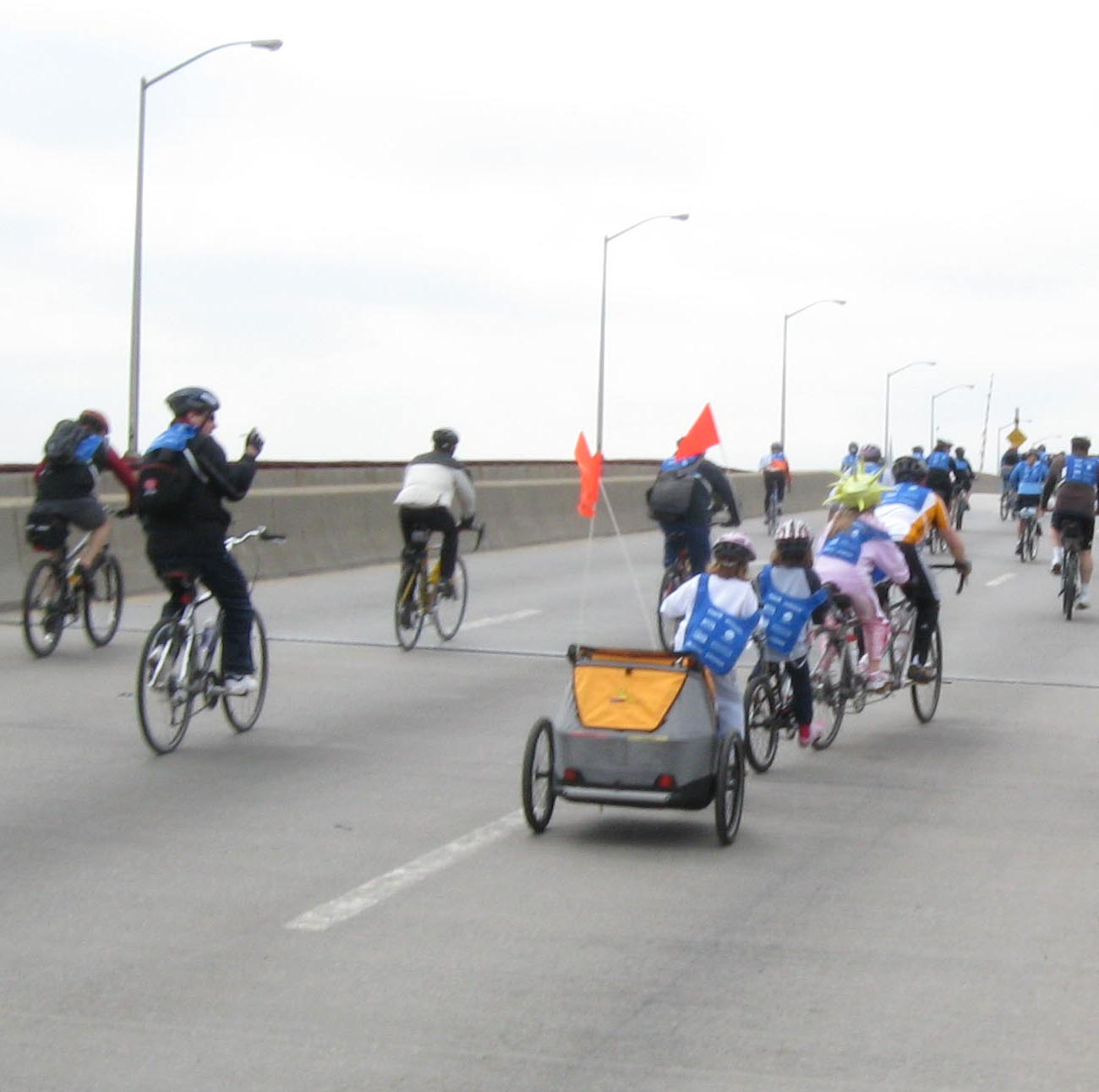
Un tandem + dues bicis remolcades + un remolc de càrrega per a una família de quatre

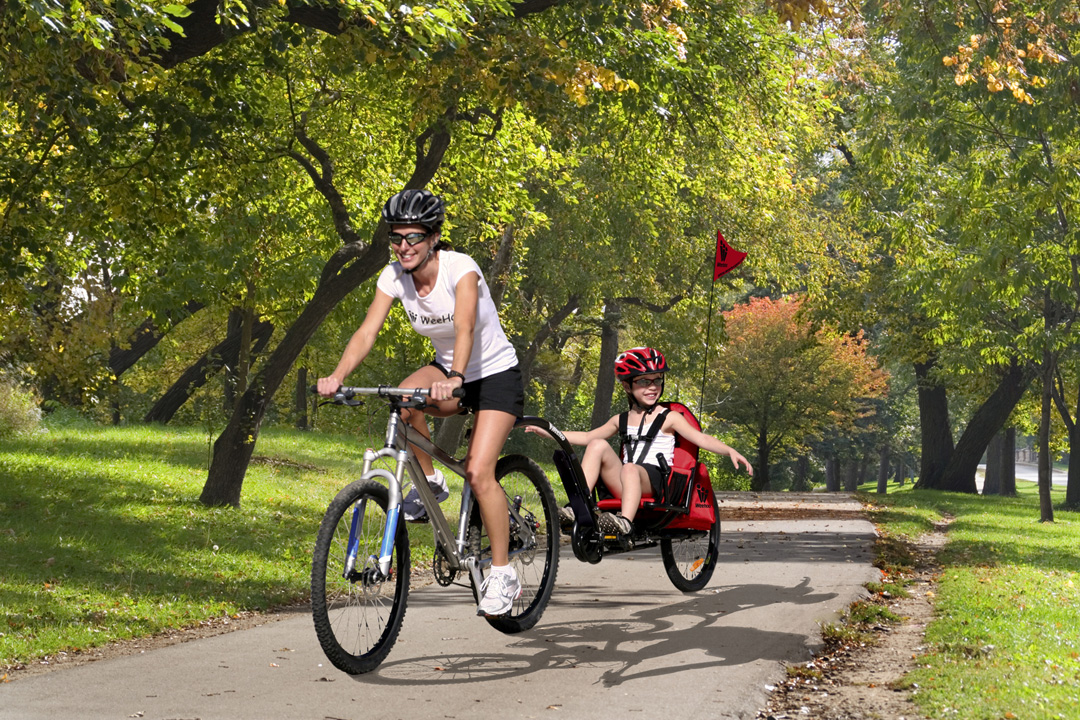
Una reclinada IGo de Weehoo

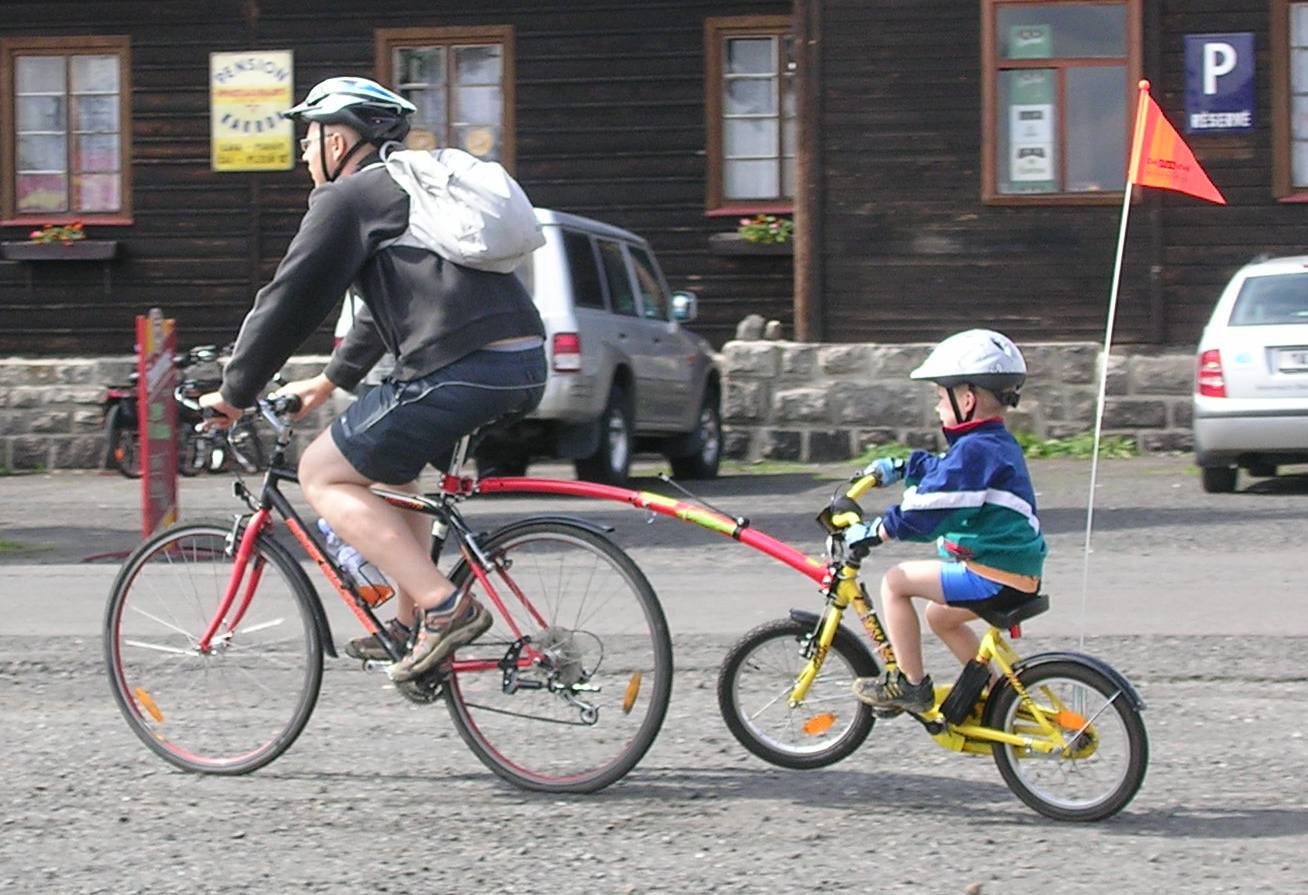
Una bicicleta infantil convertida en una bicicleta remolcada amb el Trayl Gator

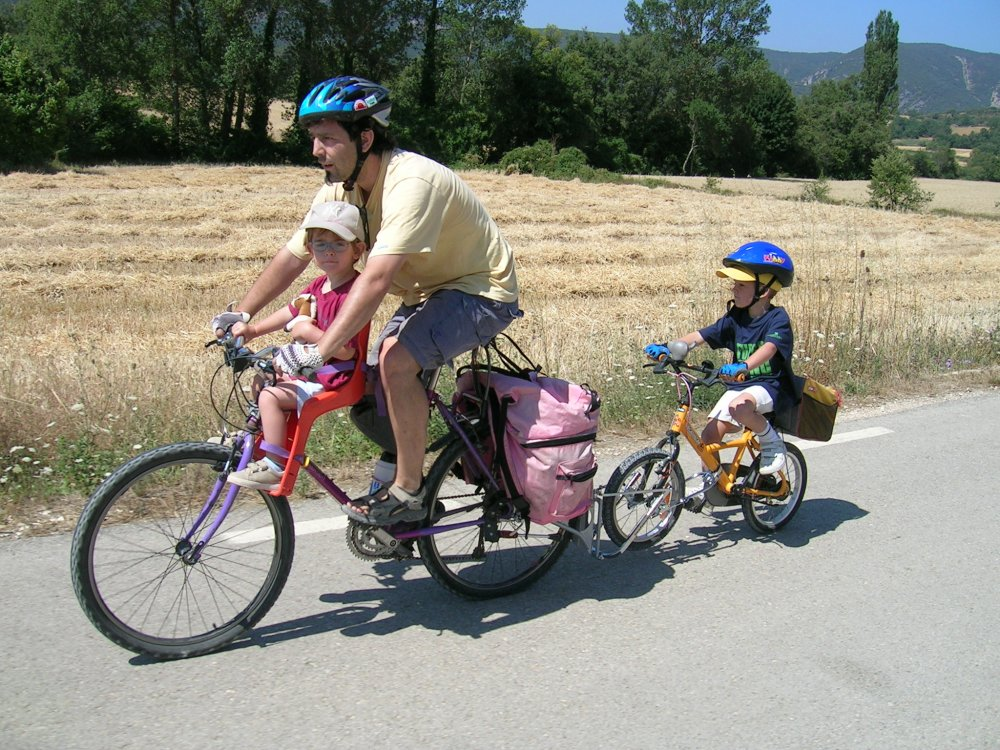
Bicicleta remolcada amb el FollowMe

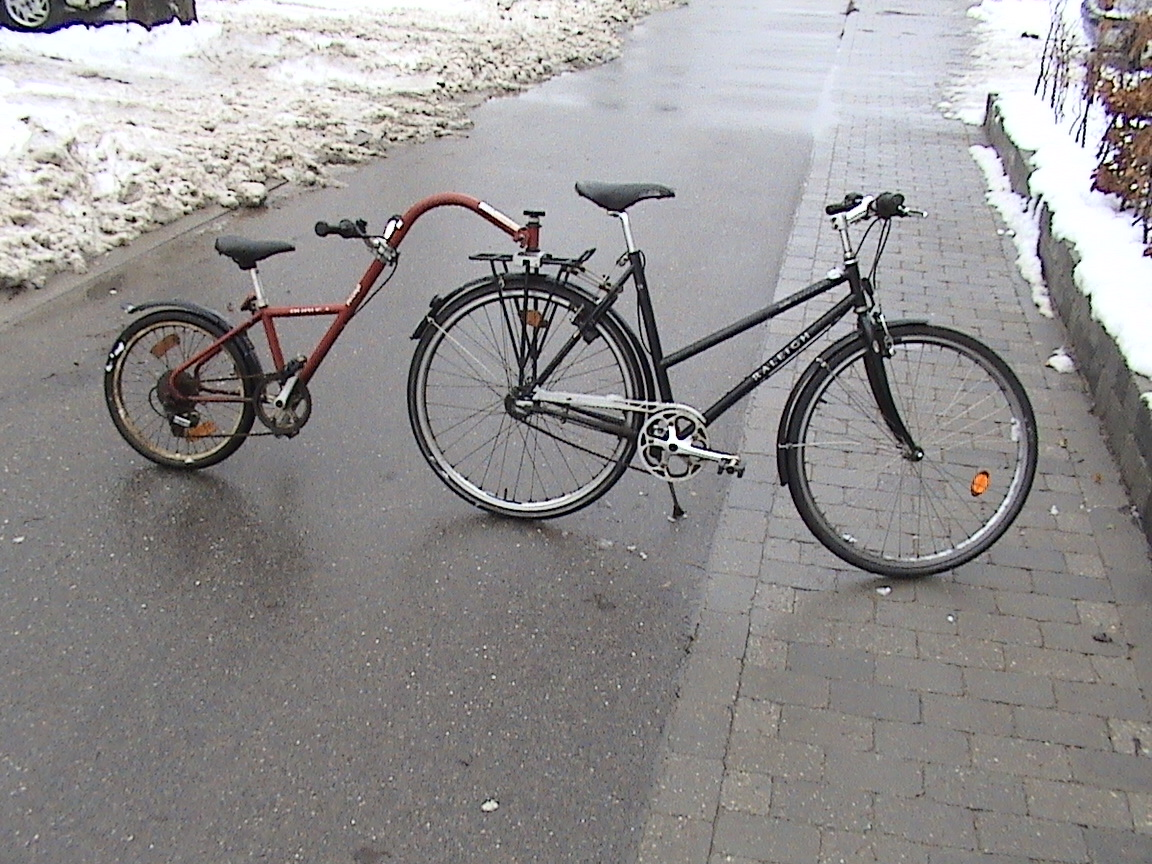
La connexió al portaequipatges del darrere pot ser una alternativa a la tija del selló

Una bicicleta-remolc (també coneguda amb noms comercials com Trailerbike, Trail-a-bike, Half wheeler, Tagalong, Trail-Gator, FollowMe, etc.) és un tipus de remolc d'una o dues rodes dissenyat per transportar un o més passatgers petits en una posició similar a la d'un ciclista. Alguns models solen descriure's com la meitat del darrere d'una bicicleta.
Altres sistemes permeten arrossegar la bicicleta menuda sencera.
El passatger d'una bicicleta-remolc normalment té un selló, manillar, i pedals. La bicicleta-remolc fou patentada per l'empresari canadenc, Delbert Adams.

## Configuracions
Les bicicleta-remolc tenen varietat de configuracions en el seu disseny, aquestes inclouen una posició convencional com la d'Adam i la posició asseguda del passatger com amb les de Weehoo iGo.

### Marxes
Les bicicletes-remolc solen tenir només una marxa o més d'una. Rarament tenen frens.

### Connexió
La bicicleta-remolc s'enganxa a la bicicleta a través de la tija o en un portaequipatges especial amb un connector que permet el moviment. Alternativament, el mecanisme pot rotar utilitzant la tija per pivotar. La connexió pot incloure una opció amb tancament ràpid.

### Múltiples passatgers
Les bicicletes-remolc estan disponibles en seient únic i configuracions de tàndem.

### Plegat
Algunes bicicletes-remolc són plegables per reduir el mecanisme per a transport o emmagatzematge.

## Variacions
Altres productes com el remolc Trail-Gator o el FollowMe converteixen la bicicleta d'un nen en una bicicleta-remolc.

## Fabricants
- Adams fabrica Trail-a-Bike[5] El Trail-a-Bike fou el primer fabricant de bicicletes remolcades. S'introduïen al mercat el 1986.
- Burley Design fabrica Piccolo amb set marxes i amb una sola marxa Kazoo que no s'enganxen al seient, ho fan a un portaequipatges dissenyat especialment anomenat Graella Moose a la bicicleta de l'adult. L'estabilitat del disseny comparada amb altres, el fa favorit especialment pels que han d'estirar amb un tàndem i amb nens grans (fins a 10 anys/38.5 kg).[6]
- Funtrailer (Alemanya) construeix bicicletes remolcades Funtrailer fins i tot una que es pot combinar amb una cadireta porta-nadons al darrere de la bicicleta adulta.
- Roland Werk GmbH fa un add+bike.[7]
- Trek Bicycle Corporation fabrica Mountain Train.[8]
- Weehoo fabrica el remolc iGo amb pedals així com uns altres tràilers. Weehoo és el fabricant del tràiler iGo amb pedals, aparegut als mercats a finals del 2009. Els avantatges del remolc amb pedals són el disseny obert, la inherent estabilitat, i l'increment de la força amb la pedalada del passatger.
- Weeride construeix amb alumini lleuger i sis marxes el ProPilot Tagalong i amb una única marxa el CoPilot Tagalong.
- El tricicle reclinat de Hase Spezialräder, el Kettwiesel, pot connectar-se al darrere d'un altre tricicle Kettwiesel, tot llevant-li la roda davantera, alguns comerciants el recomanen per a ciclistes amb alguna discapacitat. Uns quants Kettwiesels poden connectar-se així, fent un tren de propulsió humana.[9]